# Puck (stacja kolejowa)
Puck – stacja kolejowa w Pucku (województwo pomorskie) pomiędzy ulicami Dworcową a Kolejową. Według klasyfikacji PKP ma kategorię dworca turystycznego. Stacja powstała w 1898 (pierwszy pociąg dojechał do Pucka 15 grudnia 1898). Zaraz po odzyskaniu niepodległości przez Polskę Puck był elementem sieci PKP położonym najbliżej morza. W 1928 wybudowano nowy dworzec. Stacja leży na linii kolejowej nr 213, która obsługuje Mierzeję Helską, z tego względu przewozy wykazują dużą sezonowość.

## Ruch pasażerski
| Rok  | Wymiana pasażerska na dobę |
| ---- | -------------------------- |
| 2017 | 1 000                      |
| 2022 | 1 500-2 000                |

## Położenie
Stacja w Pucku znajduje się w południowo-zachodniej części miasta pomiędzy ulicami Dworcową (od strony budynku dworca), a Kolejową. Obok dworca kolejowego znajduje się dworzec autobusowy. W Pucku od 2017 roku istnieje komunikacja miejska – jeden autobus gdyńskiego przewoźnika, który kursuje po mieście w określonych przez rozkład godzinach (zazwyczaj w godzinnych odstępach).

## Historia

### Tło powstania
W 1870, przy okazji budowy linii kolejowej ze Słupska do Sopotu, kolej dotarła do Redy. Odcinek ten domykał połączenie Gdańsk – Szczecin przez Słupsk i Koszalin. W przeciwieństwie do większości budowanych w tym czasie na Pomorzu linii kolejowych nie była ona budowana w ramach Królewskiej Kolei Wschodniej. Mimo tego później została przez nią przejęta. W latach 80. i 90. XIX wieku sieć kolejowa w Prusach zaczęła się zagęszczać. Po wybudowaniu głównych magistrali zaczęły powstawać linie lokalne łączące miasta powiatowe.

### 1897–1920
W grudniu 1897 rozpoczęto budowę pierwszego odcinka współczesnej linii 213 – z Redy do Pucka. Został on otwarty 15 grudnia 1898. Od razu linia miała dochodzić do Krokowej jednakże budowę rozpoczęto dopiero w 1901 a oddano w 1903. Na odcinku Puck – Swarzewo, linia ta była przedłużeniem obecnej linii 213, dalej linią 263.

### 1920–1945
W 1918 Polska odzyskała niepodległość. Granice na Pomorzu ustalono dopiero w 1920. Wówczas linia kolejowa z Redy do Pucka znalazła się w Polsce. Stacja w Pucku była najbliżej morza położonym obiektem na sieci PKP, dlatego zbudowano w Pucku tymczasowy port wraz z bocznicą kolejową.
W 1921 zawieszono na pół roku przewozy na odcinku Puck – Swarzewo (i dalej do Krokowej na linii 263). Było to związane z budową linii kolejowej na Hel, oddanej w 1922. W 1928 zbudowano nowy dworzec.
W XX-leciu międzywojennym w Pucku dochodziło do zmiany lokomotyw. Odcinek Gdynia – Puck był obsługiwany lokomotywami OKl27, natomiast dalszą część trasy obsługiwały Tp3.

### 1945–1989
W 1979 zawieszono po raz drugi przewozy na linii Puck – Krokowa, pociągi wróciły do Krokowej w maju 1983.

### Po 1989
Po raz trzeci ruch kolejowy z Pucka do Krokowej został zawieszony na przełomie lat 80. i 90. W maju 1989 na tej trasie przestały kursować pociągi osobowe, a w 1991 również towarowe. Od tego czasu po linii kolejowej nr 213 jeżdżą tylko pociągi osobowe pomiędzy Gdynią a Helem (część relacji bywa skrócona do Władysławowa lub Pucka) oraz wakacyjne pociągi dalekobieżne.
26 września 1993 ze stacji Puck odjechał ostatni planowy pociąg pasażerski prowadzony trakcją parową.
W 1998 linia została zmodernizowana. Stacje zostały wyposażone w urządzenia sterowania ruchem kolejowym, obsługiwane zdalnie z Gdyni, przez co obecność obsługi stacji (oprócz kas biletowych) stała się zbędna.
16 lipca 2020 w rejonie dworca oddano do użytku węzeł integracyjny.

## Linie kolejowe
Puck był węzłem kolejowym, w którym od linii kolejowej nr 213 łączącej Redę z Helem odchodziła w Swarzewie linia kolejowa nr 263 Swarzewo – Krokowa. Linia ta została zawieszona w 1991, natomiast fizyczna rozbiórka nastąpiła w 2005. Wszystkie linie są jednotorowe, normalnotorowe, niezelektryfikowane.

## Infrastruktura

### Budynek dworca

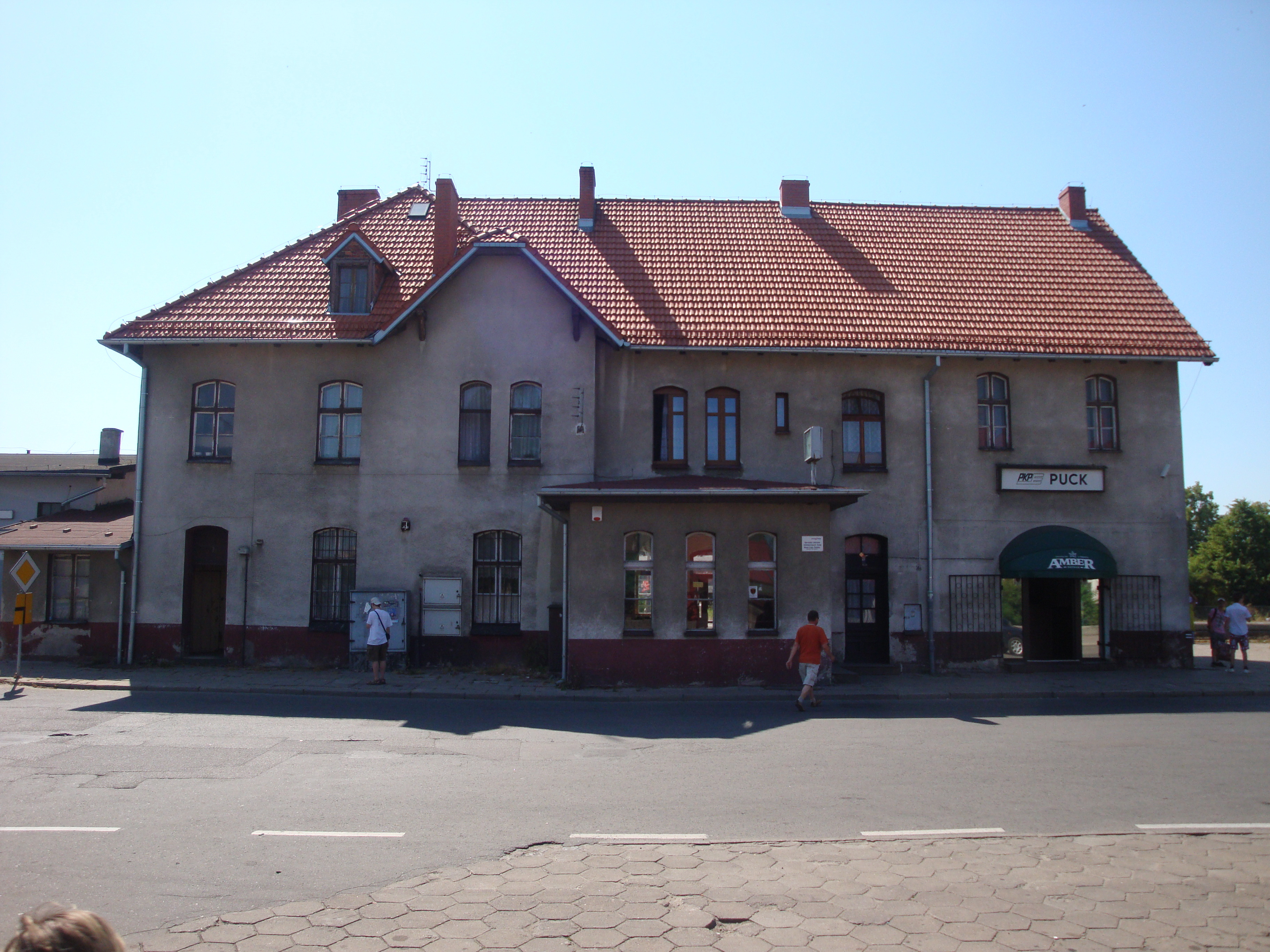
Dworzec od strony placu

Dworzec w Pucku powstał w 1928. Budynek jest jednobryłowy, piętrowy kryty dwuspadowym dachem z niewielką przybudówką od strony placu. Elewacja jest otynkowana. W budynku znajdują się kasy i poczekalnia.

### Peron

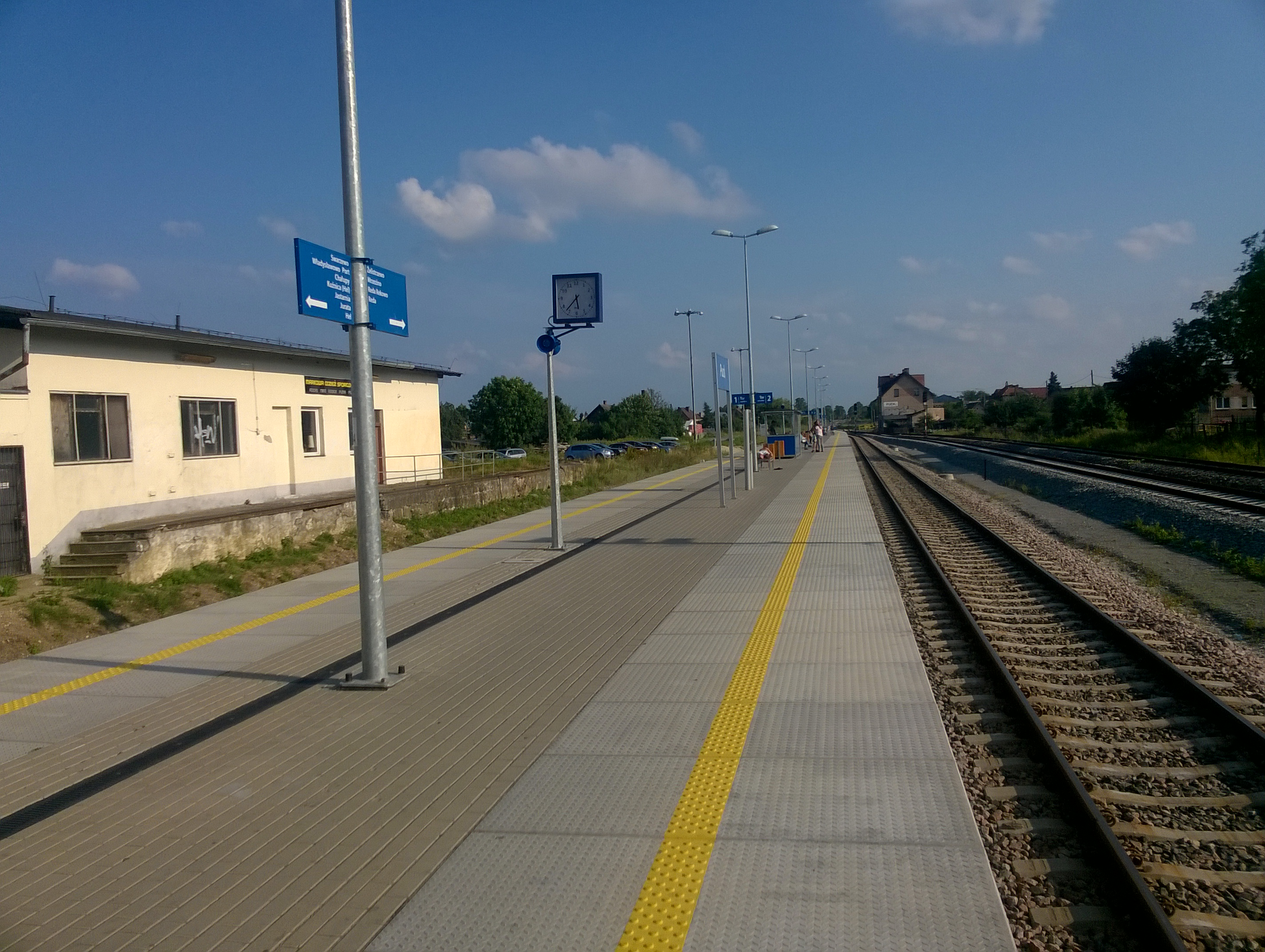
Peron

Stacja w Pucku posiada jeden dwukrawędziowy peron o wysokości 760 mm nad poziomem główki szyny i długości 225 m. Dostęp do peronu jest możliwy wyłącznie z poziomu szyn. Peron wyposażony jest w ławki i wiaty.

## Ruch pociągów

### Pociągi osobowe
Linią 213 jeżdżą pociągi osobowe w relacji Gdynia – Hel (i z powrotem) oraz Gdynia – Władysławowo (i z powrotem). W okresie letnim na Hel w niektórych latach był przedłużany pociąg osobowy przyspieszony Tur Gdynia – Chojnice prowadzony przez całą swoją trasę lokomotywą spalinową.
Ze względu na duży ruch turystyczny w sezonie letnim oraz zdecydowanie mniejszy poza sezonem, dla linii publikowane były dwie tablice w rozkładzie jazdy. Od 2005 do obsługi połączeń lokalnych pomiędzy Gdynią a Helem zaczęto stosować autobusy szynowe i spalinowe zespoły trakcyjne. Od 2010 roku kursują przeznaczone dla tej linii spalinowe zespoły trakcyjne SA137 i SA138.
W sezonie letnim z powodu wzmożonego ruchu przewozy są obsługiwane składami klasycznymi z wagonami piętrowymi. SZT łączy się wówczas w dłuższe składy, często z wagonem doczepnym w środku.

### Pociągi dalekobieżne
Pociągi dalekobieżne jeżdżą linią kolejową nr 213 tylko w czasie wakacji ze względu na napływ turystów na Mierzeję Helską. Wówczas na tej trasie jeździ kilkanaście par pociągów zarówno pospiesznych (TLK), jak i ekspresowych. Pociągi te ze względu na brak elektryfikacji są prowadzone lokomotywami spalinowymi. Zmiana lokomotyw następuje podczas postoju na stacji Gdynia Główna.